# Viscum cruciatum
Viscum cruciatum är en sandelträdsväxtart som beskrevs av Franz e Wilhelm Sieber och Kurt Sprengel. Viscum cruciatum ingår i släktet mistlar, och familjen sandelträdsväxter. Inga underarter finns listade i Catalogue of Life.